# Aljojuca (kommun)
Aljojuca är en kommun i Mexiko.   Den ligger i delstaten Puebla, i den sydöstra delen av landet, 170 km öster om huvudstaden Mexico City.
Följande samhällen finns i Aljojuca:
- Aljojuca
- Vicente Guerrero
- San Antonio las Cuchillas
- San Antonio Jalapasco